# Пиклз, Вивиан
Ви́виан Пиклз (англ. Vivian Pickles; 21 октября 1931, Лондон, Великобритания) — английская актриса.

## Карьера
За свою 55-летнюю кинокарьеру, длившуюся в 1944—1999 года, Вивиан сыграла в 52-х фильмах и телесериалах.

## Личная жизнь
Вивиан была замужем за актёром Гордоном Гостелоу (1925—2007) с февраля 1964 года и до его смерти 3 июня 2007 года. В этом браке Пиклз родила сына — Гарри Гостелоу (род. в декабре 1964).

## Избранная фильмография
| Год  |    | Русское название                            | Оригинальное название                           | Роль                            |
| ---- | -- | ------------------------------------------- | ----------------------------------------------- | ------------------------------- |
| 1964 | с  | Мстители                                    | The Avengers                                    | Бетти Смайф                     |
| 1966 | ф  | Айседора Дункан, величайшая танцовщица мира | Isadora Duncan, the Biggest Dancer in the World | Айседора Дункан                 |
| 1971 | ф  | Гарольд и Мод                               | Harold and Maude                                | Миссис Чэйзен                   |
| 1974 | ф  | Воскресенье, проклятое воскресенье          | Sunday Bloody Sunday                            | Элва Ходсон                     |
| 1983 | тф | Узор из роз                                 | A Pattern of Roses                              | миссис Инграм                   |
| 1993 | с  | Дживс и Вустер                              | Jeeves and Wooster                              | тётушка Дэлия Трэверс (2 сезон) |